# Santa Rosalía, Baja California Sur
Santa Rosalía är en ort i västra Mexiko, belägen vid kusten mot Californiaviken på halvön Baja California. Den ligger i delstaten Baja California Sur och är administrativ huvudort för kommunen Mulegé. Folkmängden uppgår till cirka 13 000 invånare men den är inte den största orten i kommunen; det är den något större Guerrero Negro.